# Charlotte Stewart
Charlotte Stewart (Yuba City, 27 febbraio 1941) è un'attrice statunitense.
È conosciuta soprattutto per il ruolo di Miss Beadle (poi Mrs Eva Beadle Simms) nella serie televisiva La casa nella prateria e per il suo lavoro con il regista David Lynch come Eraserhead.
Tra il 1965 ed il 1972 è stata sposata con l'ex attore bambino Tim Considine. Dopo il divorzio, sposò nel 1992 David Banks, deceduto nel 2012.

## Filmografia parziale

### Cinema
- La vita corre sul filo (The Slender Thread), regia di Sydney Pollack (1965)
- A tutto gas (Speedway), regia di Norman Taurog (1968)
- Non stuzzicate i cowboys che dormono (The Cheyenne Social Club), regia di Gene Kelly (1970)
- Eraserhead - La mente che cancella (Eraserhead), regia di David Lynch (1977)
- Tremors, regia di Ron Underwood (1990)
- L'altra faccia di Beverly Hills (Slums of Beverly Hills), regia di Tamara Jenkins (1998)
- Tremors 3: Ritorno a Perfection (Tremors 3: Back to Perfection), regia di Brent Maddock (2001)
- Where's My Sandwich?, regia di John Binder – corto (2011)

### Televisione
- Bachelor Father – serie TV (1961-1962)
- Io e i miei tre figli (My Three Sons) – serie TV, episodio 1x23 (1961)
- Gunsmoke – serie TV (1968-1974)
- Hawaii Squadra Cinque Zero (Hawaii Five-0) – serie TV (1968)
- Giovani avvocati (The Young Lawyers) – serie TV, episodio 1x12 (1970)
- Il virginiano (The Virginian) – serie TV, episodio 8x18 (1970)
- Bonanza – serie TV (1969-1971)
- Lo sceriffo del sud (Cade's County) – serie TV (1971)
- Una famiglia americana (The Waltons) – serie TV (1972)
- La casa nella prateria (Little House on the Prairie) – serie TV (1974-1978)
- La famiglia Bradford (Eight Is Enough) – serie TV (1980-1981)
- Febbre d'amore (The Young and the Restless) – soap opera (1986)
- Matlock – serie TV (1986)
- Autostop per il cielo (Highway to Heaven) – serie TV (1985)
- Coach – serie TV (1989-1992)
- I segreti di Twin Peaks (Twin Peaks) – serie TV (1990-1991)
- Beverly Hills 90210 (Beverly Hills, 90210) – serie TV (1995)
- Cold Case - Delitti irrisolti (Cold Case) – serie TV (2005)